# Le Mesnil-Hardray
Le Mesnil-Hardray è un comune francese di 49 abitanti situato nel dipartimento dell'Eure nella regione della Normandia.

## Società

### Evoluzione demografica
Abitanti censiti